# Tour della nazionale maschile di rugby a 15 dell'Australia 1986

## Risultati
| Palmerston North 26 luglio 1986 | Manawatu | 6 – 9 | Australia XV |  |

| Hamilton 23 luglio 1986 | Waikato | 21 – 21 | Australia XV |  |

| Masterston 30 luglio 1986 | Waiparapa Bush | 6 – 18 | Australia XV |  |

| Pukekohe 2 agosto 1986 | Counties | 3 – 21 | Australia XV |  |

| Wanganui 5 agosto 1986 | Wanganui | 14 – 24 | Australia XV |  |

| Wellington 9 agosto 1986                                                              | Nuova Zelanda | 12 – 13                   | Australia | Athletic Ground |
| \| \| \| \| \| mete: trasf.: c.p.: Drop: \| Marcatori \| mete: trasf.: c.p.: Drop: \| |               |                           |           |                 |
|                                                                                       |               |                           |           |                 |
| mete: trasf.: c.p.: Drop:                                                             | Marcatori     | mete: trasf.: c.p.: Drop: |           |                 |

| Westport 12 agosto 1986 | Buller | 0 – 62 | Australia XV |  |

| Christchurch 16 agosto 1986 | Canterbury | 30 – 10 | Australia XV | Lancaster Park |

| Timaru 19 agosto 1986 | South Canterbury | 11 – 33 | Australia XV |  |

| Dunedin 23 agosto 1986                                                                | Nuova Zelanda | 13 – 12                   | Australia | Carisbrook |
| \| \| \| \| \| mete: trasf.: c.p.: Drop: \| Marcatori \| mete: trasf.: c.p.: Drop: \| |               |                           |           |            |
|                                                                                       |               |                           |           |            |
| mete: trasf.: c.p.: Drop:                                                             | Marcatori     | mete: trasf.: c.p.: Drop: |           |            |

| Invercargill 27 agosto 1986 | Southland | 0 – 55 | Australia XV |  |

| Rotorua 30 agosto 1986 | Bay of Plenty | 13 – 41 | Australia XV |  |

| Thames 2 settembre 1986 | Thames Valley | 7 – 31 | Australia XV |  |

| Auckland 6 settembre 1986                                                             | Nuova Zelanda | 9 – 22                    | Australia | Eden Park |
| \| \| \| \| \| mete: trasf.: c.p.: Drop: \| Marcatori \| mete: trasf.: c.p.: Drop: \| |               |                           |           |           |
|                                                                                       |               |                           |           |           |
| mete: trasf.: c.p.: Drop:                                                             | Marcatori     | mete: trasf.: c.p.: Drop: |           |           |